# Capaul
Capaul (französisch Capoul, Chapaul, Capaull, Kapaul, in Deutsch: Capal, Capol) ist der Name eines alten Bündner Oberländer Geschlechtes, das Wurzeln hat im Lugnez, oder romanisch im Val Lumnezia. Die Namensform der Familie Capaul tritt historisch insbesondere in Lumbrein häufig auf. Die rätoromanischen Namenslautungen Capaul (Cau`Paul = Hausherr/Vorsteher des Hofes Paul) und Capol sind in den Urkunden und Nachlässen zur genealogischen Bestimmung insofern schwierig zu unterscheiden, da es in der Vergangenheit bis ins 19. Jahrhundert keine Verbindlichkeit bei der Orthografie von Namen oder Familiennamen gab. Die rätoromanische Lautung Capaul tritt deshalb vermehrt im Lugnez, in der Surselva und in übrigen romanischen Sprachgebieten (oder in Frankreich) auf. Wo hingegen der romanische au-Laut in der deutschen Sprache als o-Laut ausgesprochen oder aufnotiert anzutreffen ist, lautet der Familienname häufig Capol.

## Herkunft der Capaul

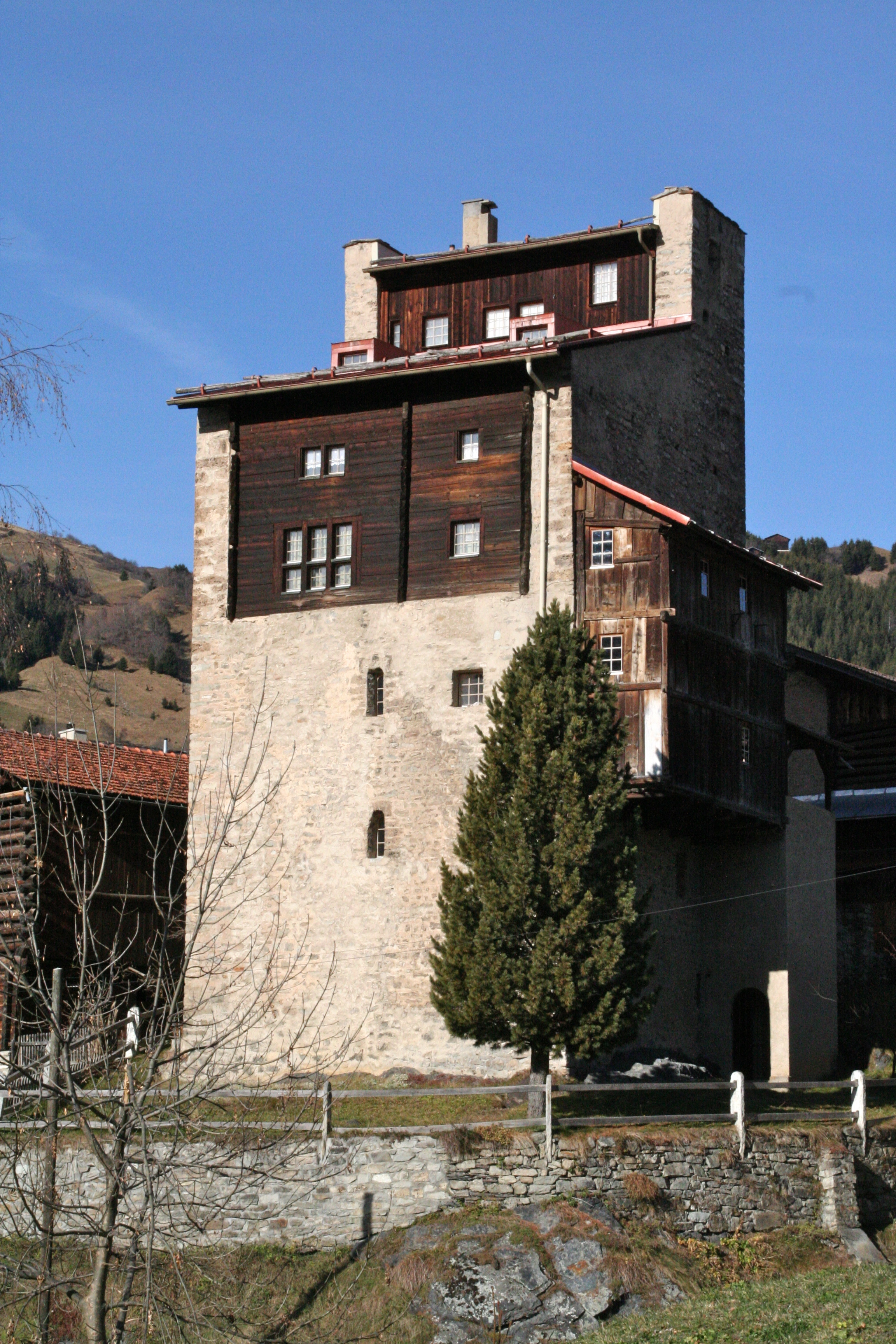
Wohnturm Chisti in Lumbrein

Die Lugnezer Capaul oder Capol entstammen nach einer Stammtafel des Churer Archivaren Constanz von Jecklin (1852–1938) und den Aufzeichnungen im Staatsarchiv Chur (Sammlung Capoliana von Carl von Capoll) einer genealogischen Seitenlinie der Flimser Capol, die mit Hertli (oder: Herkules v. Capol), der 1489 geadelt wurde, ihren Stammvater haben. Besagter Hertli erwarb durch seine erste Heirat mit Ottila von Mont eine Vielzahl Lugnezer Güter und führte 1499 die Bündner und Lugnezer erfolgreich in die Schlacht an der Calven (Gedenktafel in der Kirche Pleif in Vella), die er überlebte, worauf ihn der Churer Bischof mit weiteren Verwaltungsämtern belohnte, u. a. im Vinschgau.
Den Titel Stammvater der Capaul verdient wohl eher Wolf von Capaul, der im Alter von 81 Jahren 82 Nachkommen hatte (erklärt warum es viel mehr Capaul als Capol Nachkommen gibt). Er hat vermutlich nach dem Tod der Brüder de Lumerins seiner Frau 1555 den Wohnturm Chisti übernommen.
Einzelne Vertreter der Familie wurden reich und beeinflussten dank Viehhandel, bischöflicher Vogteiämter in der Surselva, Söldnerdiensten und Pensionen sowie mittels Liegenschaftenerwerb das lokale Geschehen und die regionale Politik im Lugnez und in der Surselva.
Die Capaul besitzen seit dem 16. Jahrhundert den Wohnturm Chisti und stehen historisch in Beziehung zu den freien Gotteshausleuten des Klosters Disentis und den Vasallen Lumerins, die ebenfalls in Lumbrein als Dienstherren nachweisbar sind.

## Vertreter der Familie
Bekannte Mitglieder der Familie Capaul:
- Hertli von Capaul (Capol) (1448–1524), Sohn des Flimser Hertlin, 1489 geadelt, hervorragender Staatsmann neben Benedikt Fontana.
- Wolf von Capaul (Capol) (1473–1563), Ersteller einer Chronik. Hatte 82 Nachkommen
- Gion Bistgaun Capaul (1806–1868), Soldat unter König Karl X. in Paris und spät berufener Pfarrer.
- Charles Albert Roc Capaul (um 1860), Aquarellist und kurzzeitig Münzprüfer in der königlichen Münzstätte Paris.
- Joseph Capaul, Garcon d’offices beim Bankier Baron de Rothschild um 1861.
- Gion Bistgaun Capaul (1891–1980), Jurist, Lokalpolitiker, Regierungsrat Kt. GR 1935 bis 1941, Unternehmer.
- Ursula Capaul, Eigentümerin der Kameramarke Alpa.
- Dr. Giusep Capaul-Caduff (* 1937), Journalist, Redaktor und Lokalpolitiker aus Disentis.
- Clara Capaul-Hunkeler (1926–2010), Ehegattin von Duri Capaul, Begründer der Kunstsammlung Capauliana.
- Ramun Fidel Capaul (* 1969), Architekt, Capaul & Blumenthal, Ilanz
- Armin Capaul (* 1951), Bergbauer und Initiant der Hornkuh-Initiative
- Christian Capaul (* 1954), Doktor der Zahnmedizin, Zahnarztpraxis in Laax GR 1982–2018.

## Galerie

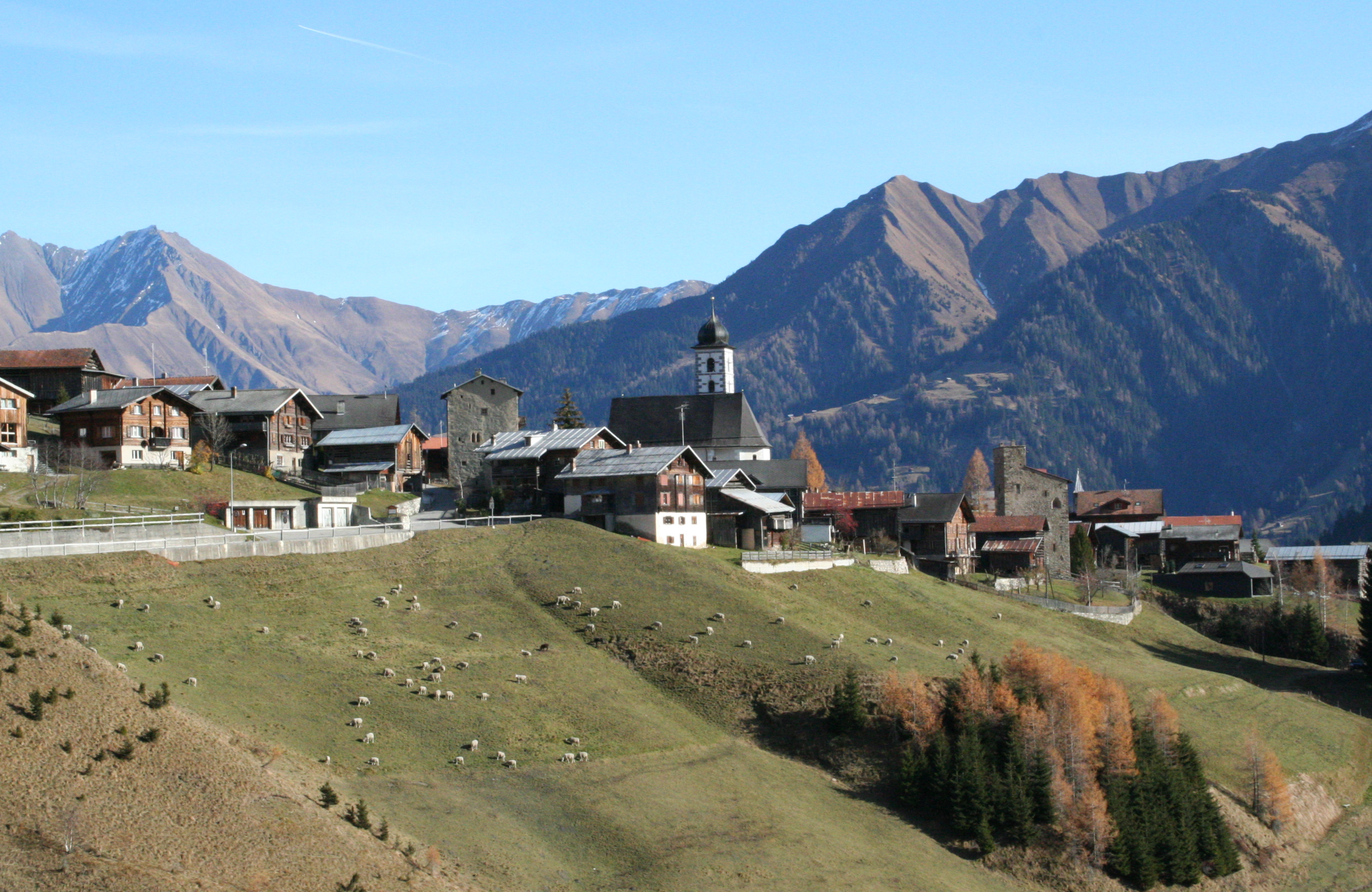
Lumbrein im Herbst 2011
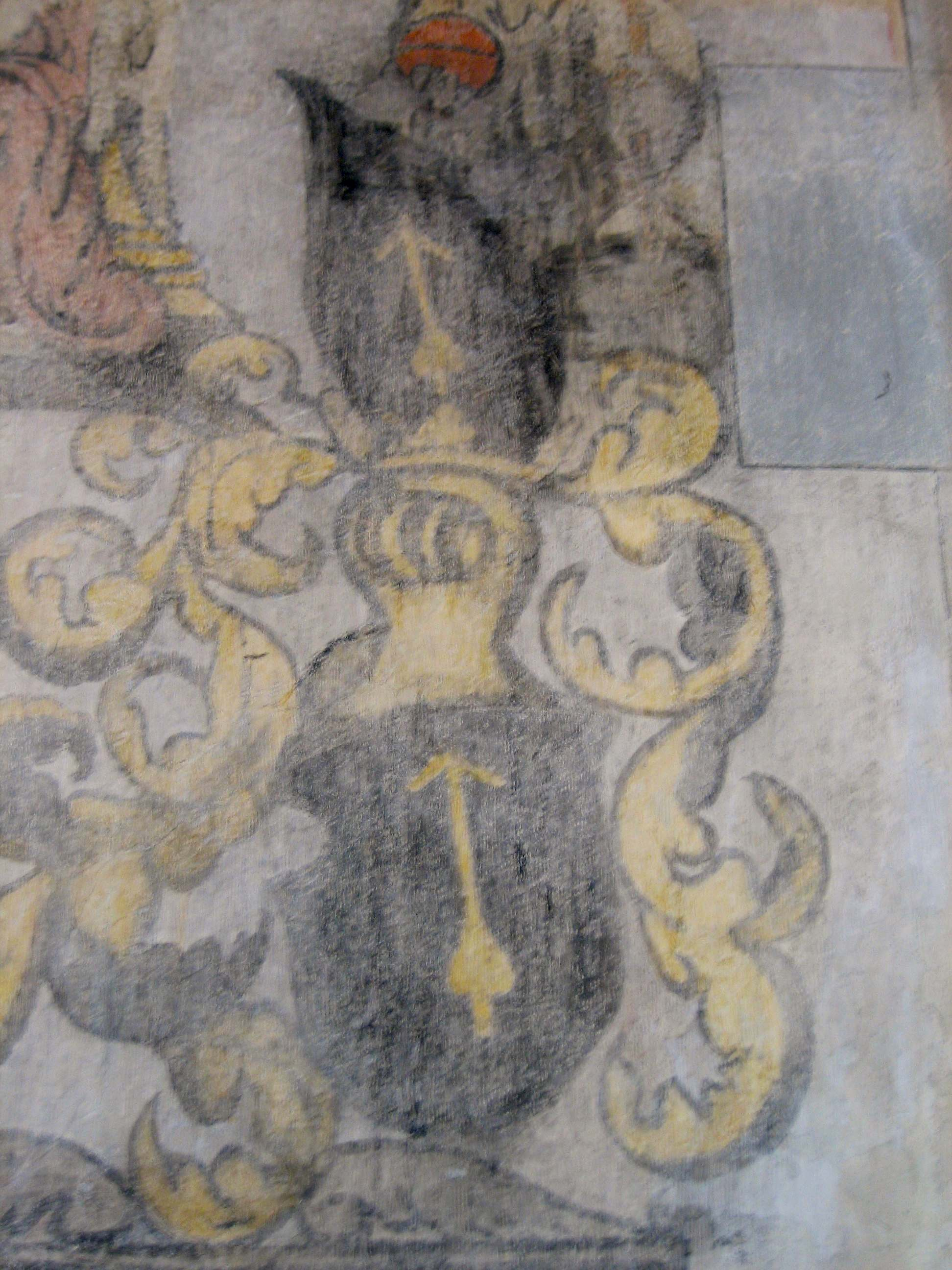
Capaul-Wappen in der Kirche von Degen
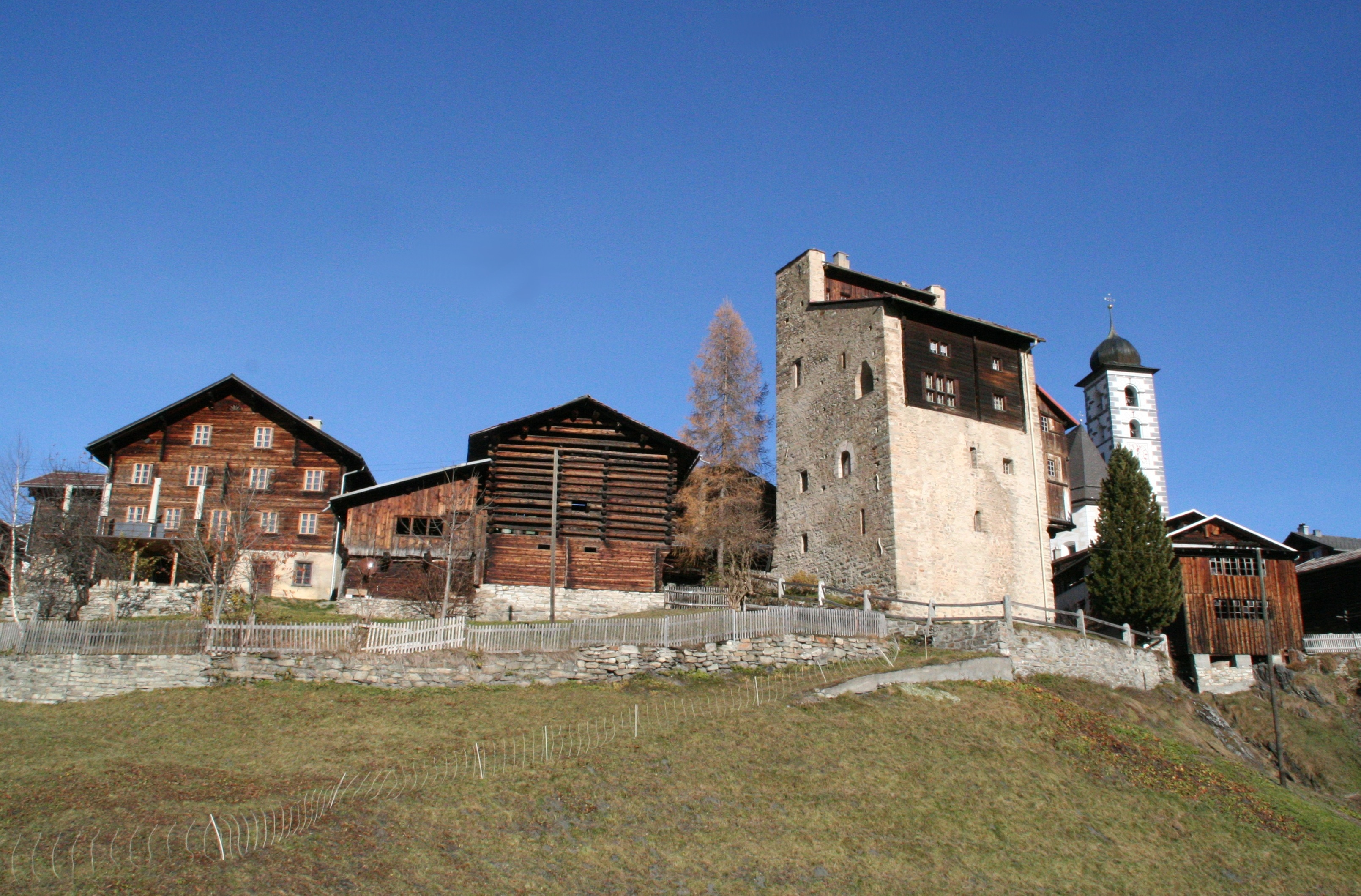
Wohnturm Chisti
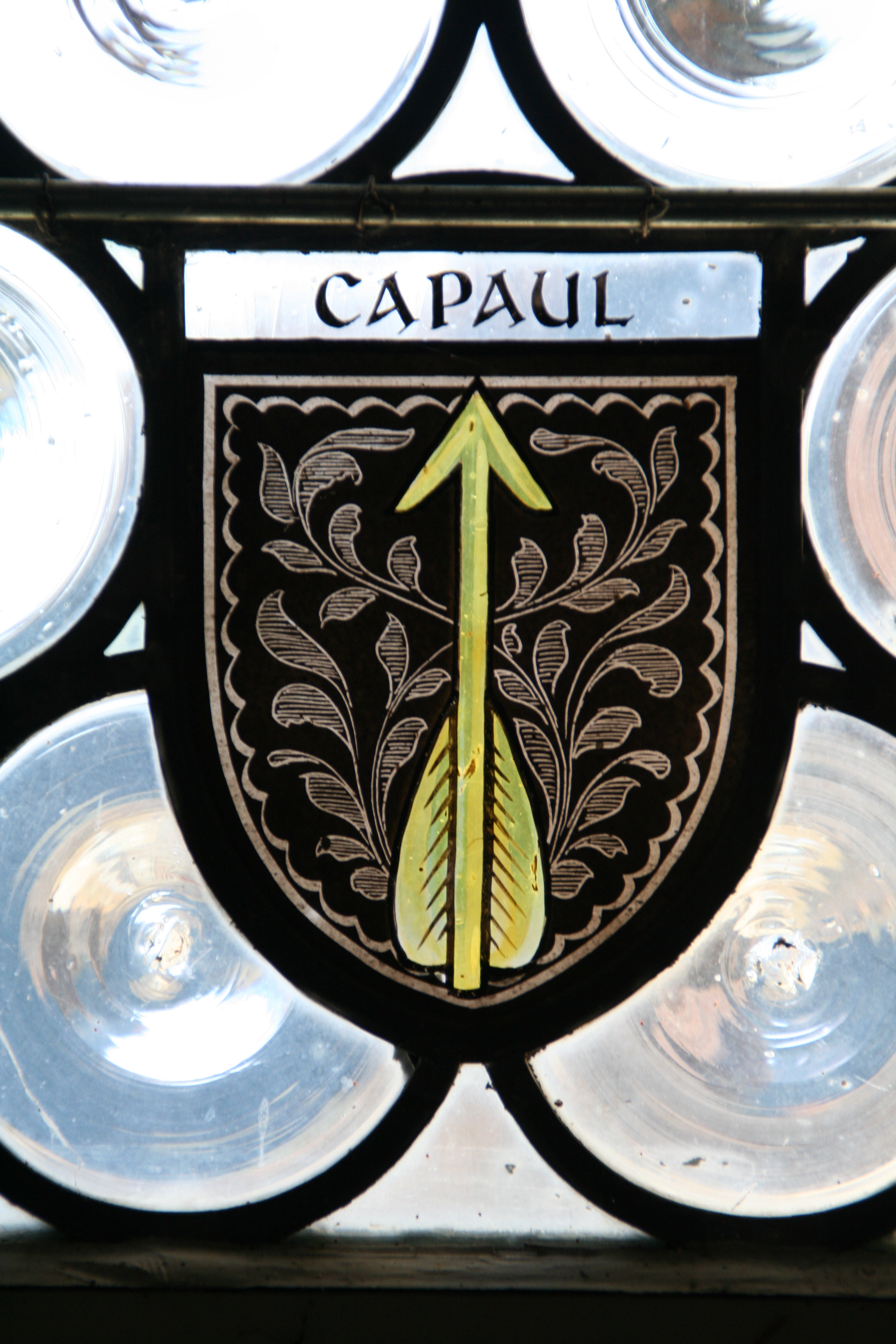
Capaul-Wappenscheibe Sogn Andriu